# 1354
Portal Geschichte | Portal Biografien | Aktuelle Ereignisse | Jahreskalender | Tagesartikel

◄ |
13. Jahrhundert |
14. Jahrhundert
| 15. Jahrhundert | ►

◄ |
1320er |
1330er |
1340er |
1350er
| 1360er | 1370er | 1380er | ►

◄◄ |
◄ |
1350 |
1351 |
1352 |
1353 |
1354
| 1355 | 1356 | 1357 | 1358 | ► | ►►
Staatsoberhäupter  · Nekrolog
| Januar | Januar | Januar | Januar | Januar | Januar | Januar | Januar |
| Kw     | Mo     | Di     | Mi     | Do     | Fr     | Sa     | So     |
| 1      |        |        | 1      | 2      | 3      | 4      | 5      |
| 2      | 6      | 7      | 8      | 9      | 10     | 11     | 12     |
| 3      | 13     | 14     | 15     | 16     | 17     | 18     | 19     |
| 4      | 20     | 21     | 22     | 23     | 24     | 25     | 26     |
| 5      | 27     | 28     | 29     | 30     | 31     |        |        |
| ------ | ------ | ------ | ------ | ------ | ------ | ------ | ------ |

| Februar | Februar | Februar | Februar | Februar | Februar | Februar | Februar |
| Kw      | Mo      | Di      | Mi      | Do      | Fr      | Sa      | So      |
| 5       |         |         |         |         |         | 1       | 2       |
| 6       | 3       | 4       | 5       | 6       | 7       | 8       | 9       |
| 7       | 10      | 11      | 12      | 13      | 14      | 15      | 16      |
| 8       | 17      | 18      | 19      | 20      | 21      | 22      | 23      |
| 9       | 24      | 25      | 26      | 27      | 28      |         |         |
| ------- | ------- | ------- | ------- | ------- | ------- | ------- | ------- |

| März | März | März | März | März | März | März | März |
| Kw   | Mo   | Di   | Mi   | Do   | Fr   | Sa   | So   |
| 9    |      |      |      |      |      | 1    | 2    |
| 10   | 3    | 4    | 5    | 6    | 7    | 8    | 9    |
| 11   | 10   | 11   | 12   | 13   | 14   | 15   | 16   |
| 12   | 17   | 18   | 19   | 20   | 21   | 22   | 23   |
| 13   | 24   | 25   | 26   | 27   | 28   | 29   | 30   |
| 14   | 31   |      |      |      |      |      |      |
| ---- | ---- | ---- | ---- | ---- | ---- | ---- | ---- |

| April | April | April | April | April | April | April | April |
| Kw    | Mo    | Di    | Mi    | Do    | Fr    | Sa    | So    |
| 14    |       | 1     | 2     | 3     | 4     | 5     | 6     |
| 15    | 7     | 8     | 9     | 10    | 11    | 12    | 13    |
| 16    | 14    | 15    | 16    | 17    | 18    | 19    | 20    |
| 17    | 21    | 22    | 23    | 24    | 25    | 26    | 27    |
| 18    | 28    | 29    | 30    |       |       |       |       |
| ----- | ----- | ----- | ----- | ----- | ----- | ----- | ----- |

| Mai | Mai | Mai | Mai | Mai | Mai | Mai | Mai |
| Kw  | Mo  | Di  | Mi  | Do  | Fr  | Sa  | So  |
| 18  |     |     |     | 1   | 2   | 3   | 4   |
| 19  | 5   | 6   | 7   | 8   | 9   | 10  | 11  |
| 20  | 12  | 13  | 14  | 15  | 16  | 17  | 18  |
| 21  | 19  | 20  | 21  | 22  | 23  | 24  | 25  |
| 22  | 26  | 27  | 28  | 29  | 30  | 31  |     |
| --- | --- | --- | --- | --- | --- | --- | --- |

| Juni | Juni | Juni | Juni | Juni | Juni | Juni | Juni |
| Kw   | Mo   | Di   | Mi   | Do   | Fr   | Sa   | So   |
| 22   |      |      |      |      |      |      | 1    |
| 23   | 2    | 3    | 4    | 5    | 6    | 7    | 8    |
| 24   | 9    | 10   | 11   | 12   | 13   | 14   | 15   |
| 25   | 16   | 17   | 18   | 19   | 20   | 21   | 22   |
| 26   | 23   | 24   | 25   | 26   | 27   | 28   | 29   |
| 27   | 30   |      |      |      |      |      |      |
| ---- | ---- | ---- | ---- | ---- | ---- | ---- | ---- |

| Juli | Juli | Juli | Juli | Juli | Juli | Juli | Juli |
| Kw   | Mo   | Di   | Mi   | Do   | Fr   | Sa   | So   |
| 27   |      | 1    | 2    | 3    | 4    | 5    | 6    |
| 28   | 7    | 8    | 9    | 10   | 11   | 12   | 13   |
| 29   | 14   | 15   | 16   | 17   | 18   | 19   | 20   |
| 30   | 21   | 22   | 23   | 24   | 25   | 26   | 27   |
| 31   | 28   | 29   | 30   | 31   |      |      |      |
| ---- | ---- | ---- | ---- | ---- | ---- | ---- | ---- |

| August | August | August | August | August | August | August | August |
| Kw     | Mo     | Di     | Mi     | Do     | Fr     | Sa     | So     |
| 31     |        |        |        |        | 1      | 2      | 3      |
| 32     | 4      | 5      | 6      | 7      | 8      | 9      | 10     |
| 33     | 11     | 12     | 13     | 14     | 15     | 16     | 17     |
| 34     | 18     | 19     | 20     | 21     | 22     | 23     | 24     |
| 35     | 25     | 26     | 27     | 28     | 29     | 30     | 31     |
| ------ | ------ | ------ | ------ | ------ | ------ | ------ | ------ |

| September | September | September | September | September | September | September | September |
| Kw        | Mo        | Di        | Mi        | Do        | Fr        | Sa        | So        |
| 36        | 1         | 2         | 3         | 4         | 5         | 6         | 7         |
| 37        | 8         | 9         | 10        | 11        | 12        | 13        | 14        |
| 38        | 15        | 16        | 17        | 18        | 19        | 20        | 21        |
| 39        | 22        | 23        | 24        | 25        | 26        | 27        | 28        |
| 40        | 29        | 30        |           |           |           |           |           |
| --------- | --------- | --------- | --------- | --------- | --------- | --------- | --------- |

| Oktober | Oktober | Oktober | Oktober | Oktober | Oktober | Oktober | Oktober |
| Kw      | Mo      | Di      | Mi      | Do      | Fr      | Sa      | So      |
| 40      |         |         | 1       | 2       | 3       | 4       | 5       |
| 41      | 6       | 7       | 8       | 9       | 10      | 11      | 12      |
| 42      | 13      | 14      | 15      | 16      | 17      | 18      | 19      |
| 43      | 20      | 21      | 22      | 23      | 24      | 25      | 26      |
| 44      | 27      | 28      | 29      | 30      | 31      |         |         |
| ------- | ------- | ------- | ------- | ------- | ------- | ------- | ------- |

| November | November | November | November | November | November | November | November |
| Kw       | Mo       | Di       | Mi       | Do       | Fr       | Sa       | So       |
| 44       |          |          |          |          |          | 1        | 2        |
| 45       | 3        | 4        | 5        | 6        | 7        | 8        | 9        |
| 46       | 10       | 11       | 12       | 13       | 14       | 15       | 16       |
| 47       | 17       | 18       | 19       | 20       | 21       | 22       | 23       |
| 48       | 24       | 25       | 26       | 27       | 28       | 29       | 30       |
| -------- | -------- | -------- | -------- | -------- | -------- | -------- | -------- |

| Dezember | Dezember | Dezember | Dezember | Dezember | Dezember | Dezember | Dezember |
| Kw       | Mo       | Di       | Mi       | Do       | Fr       | Sa       | So       |
| 49       | 1        | 2        | 3        | 4        | 5        | 6        | 7        |
| 50       | 8        | 9        | 10       | 11       | 12       | 13       | 14       |
| 51       | 15       | 16       | 17       | 18       | 19       | 20       | 21       |
| 52       | 22       | 23       | 24       | 25       | 26       | 27       | 28       |
| 1        | 29       | 30       | 31       |          |          |          |          |
| -------- | -------- | -------- | -------- | -------- | -------- | -------- | -------- |

| Januar | Januar | Januar | Januar | Januar | Januar | Januar | Januar |
| Kw     | Mo     | Di     | Mi     | Do     | Fr     | Sa     | So     |
| 1      |        |        | 1      | 2      | 3      | 4      | 5      |
| 2      | 6      | 7      | 8      | 9      | 10     | 11     | 12     |
| 3      | 13     | 14     | 15     | 16     | 17     | 18     | 19     |
| 4      | 20     | 21     | 22     | 23     | 24     | 25     | 26     |
| 5      | 27     | 28     | 29     | 30     | 31     |        |        |
| ------ | ------ | ------ | ------ | ------ | ------ | ------ | ------ |

| Februar | Februar | Februar | Februar | Februar | Februar | Februar | Februar |
| Kw      | Mo      | Di      | Mi      | Do      | Fr      | Sa      | So      |
| 5       |         |         |         |         |         | 1       | 2       |
| 6       | 3       | 4       | 5       | 6       | 7       | 8       | 9       |
| 7       | 10      | 11      | 12      | 13      | 14      | 15      | 16      |
| 8       | 17      | 18      | 19      | 20      | 21      | 22      | 23      |
| 9       | 24      | 25      | 26      | 27      | 28      |         |         |
| ------- | ------- | ------- | ------- | ------- | ------- | ------- | ------- |

| März | März | März | März | März | März | März | März |
| Kw   | Mo   | Di   | Mi   | Do   | Fr   | Sa   | So   |
| 9    |      |      |      |      |      | 1    | 2    |
| 10   | 3    | 4    | 5    | 6    | 7    | 8    | 9    |
| 11   | 10   | 11   | 12   | 13   | 14   | 15   | 16   |
| 12   | 17   | 18   | 19   | 20   | 21   | 22   | 23   |
| 13   | 24   | 25   | 26   | 27   | 28   | 29   | 30   |
| 14   | 31   |      |      |      |      |      |      |
| ---- | ---- | ---- | ---- | ---- | ---- | ---- | ---- |

| April | April | April | April | April | April | April | April |
| Kw    | Mo    | Di    | Mi    | Do    | Fr    | Sa    | So    |
| 14    |       | 1     | 2     | 3     | 4     | 5     | 6     |
| 15    | 7     | 8     | 9     | 10    | 11    | 12    | 13    |
| 16    | 14    | 15    | 16    | 17    | 18    | 19    | 20    |
| 17    | 21    | 22    | 23    | 24    | 25    | 26    | 27    |
| 18    | 28    | 29    | 30    |       |       |       |       |
| ----- | ----- | ----- | ----- | ----- | ----- | ----- | ----- |

| Mai | Mai | Mai | Mai | Mai | Mai | Mai | Mai |
| Kw  | Mo  | Di  | Mi  | Do  | Fr  | Sa  | So  |
| 18  |     |     |     | 1   | 2   | 3   | 4   |
| 19  | 5   | 6   | 7   | 8   | 9   | 10  | 11  |
| 20  | 12  | 13  | 14  | 15  | 16  | 17  | 18  |
| 21  | 19  | 20  | 21  | 22  | 23  | 24  | 25  |
| 22  | 26  | 27  | 28  | 29  | 30  | 31  |     |
| --- | --- | --- | --- | --- | --- | --- | --- |

| Juni | Juni | Juni | Juni | Juni | Juni | Juni | Juni |
| Kw   | Mo   | Di   | Mi   | Do   | Fr   | Sa   | So   |
| 22   |      |      |      |      |      |      | 1    |
| 23   | 2    | 3    | 4    | 5    | 6    | 7    | 8    |
| 24   | 9    | 10   | 11   | 12   | 13   | 14   | 15   |
| 25   | 16   | 17   | 18   | 19   | 20   | 21   | 22   |
| 26   | 23   | 24   | 25   | 26   | 27   | 28   | 29   |
| 27   | 30   |      |      |      |      |      |      |
| ---- | ---- | ---- | ---- | ---- | ---- | ---- | ---- |

| Juli | Juli | Juli | Juli | Juli | Juli | Juli | Juli |
| Kw   | Mo   | Di   | Mi   | Do   | Fr   | Sa   | So   |
| 27   |      | 1    | 2    | 3    | 4    | 5    | 6    |
| 28   | 7    | 8    | 9    | 10   | 11   | 12   | 13   |
| 29   | 14   | 15   | 16   | 17   | 18   | 19   | 20   |
| 30   | 21   | 22   | 23   | 24   | 25   | 26   | 27   |
| 31   | 28   | 29   | 30   | 31   |      |      |      |
| ---- | ---- | ---- | ---- | ---- | ---- | ---- | ---- |

| August | August | August | August | August | August | August | August |
| Kw     | Mo     | Di     | Mi     | Do     | Fr     | Sa     | So     |
| 31     |        |        |        |        | 1      | 2      | 3      |
| 32     | 4      | 5      | 6      | 7      | 8      | 9      | 10     |
| 33     | 11     | 12     | 13     | 14     | 15     | 16     | 17     |
| 34     | 18     | 19     | 20     | 21     | 22     | 23     | 24     |
| 35     | 25     | 26     | 27     | 28     | 29     | 30     | 31     |
| ------ | ------ | ------ | ------ | ------ | ------ | ------ | ------ |

| September | September | September | September | September | September | September | September |
| Kw        | Mo        | Di        | Mi        | Do        | Fr        | Sa        | So        |
| 36        | 1         | 2         | 3         | 4         | 5         | 6         | 7         |
| 37        | 8         | 9         | 10        | 11        | 12        | 13        | 14        |
| 38        | 15        | 16        | 17        | 18        | 19        | 20        | 21        |
| 39        | 22        | 23        | 24        | 25        | 26        | 27        | 28        |
| 40        | 29        | 30        |           |           |           |           |           |
| --------- | --------- | --------- | --------- | --------- | --------- | --------- | --------- |

| Oktober | Oktober | Oktober | Oktober | Oktober | Oktober | Oktober | Oktober |
| Kw      | Mo      | Di      | Mi      | Do      | Fr      | Sa      | So      |
| 40      |         |         | 1       | 2       | 3       | 4       | 5       |
| 41      | 6       | 7       | 8       | 9       | 10      | 11      | 12      |
| 42      | 13      | 14      | 15      | 16      | 17      | 18      | 19      |
| 43      | 20      | 21      | 22      | 23      | 24      | 25      | 26      |
| 44      | 27      | 28      | 29      | 30      | 31      |         |         |
| ------- | ------- | ------- | ------- | ------- | ------- | ------- | ------- |

| November | November | November | November | November | November | November | November |
| Kw       | Mo       | Di       | Mi       | Do       | Fr       | Sa       | So       |
| 44       |          |          |          |          |          | 1        | 2        |
| 45       | 3        | 4        | 5        | 6        | 7        | 8        | 9        |
| 46       | 10       | 11       | 12       | 13       | 14       | 15       | 16       |
| 47       | 17       | 18       | 19       | 20       | 21       | 22       | 23       |
| 48       | 24       | 25       | 26       | 27       | 28       | 29       | 30       |
| -------- | -------- | -------- | -------- | -------- | -------- | -------- | -------- |

| Dezember | Dezember | Dezember | Dezember | Dezember | Dezember | Dezember | Dezember |
| Kw       | Mo       | Di       | Mi       | Do       | Fr       | Sa       | So       |
| 49       | 1        | 2        | 3        | 4        | 5        | 6        | 7        |
| 50       | 8        | 9        | 10       | 11       | 12       | 13       | 14       |
| 51       | 15       | 16       | 17       | 18       | 19       | 20       | 21       |
| 52       | 22       | 23       | 24       | 25       | 26       | 27       | 28       |
| 1        | 29       | 30       | 31       |          |          |          |          |
| -------- | -------- | -------- | -------- | -------- | -------- | -------- | -------- |

## Ereignisse

### Politik und Weltgeschehen

#### Heiliges Römisches Reich/Italien
- Boemund II. von Saarbrücken wird als Nachfolger des am 21. Januar verstorbenen Balduin von Luxemburg einstimmig zum Erzbischof und Kurfürsten von Trier gewählt. Erst nach mehrwöchigen Bedenken nimmt er die Wahl an. Am 2. Mai erhält er die Bestätigung von Papst Innozenz VI.
- 13. März: Die Grafschaft Luxemburg wird zum Herzogtum erhoben. Wenzel I. wird erster Herzog Luxemburgs.
- 28. September: Konrad von Megenberg veröffentlicht den Tractatus contra Wilhelmum Occam, in dem er sich gegen die Unterwerfungsformel von Clemens VI. wendet, die die Anerkennung Karls IV. als rechtmäßigen Herrscher und den Verzicht auf die Meinung verlangt, der Kaiser könne den Papst ein- und absetzen.
- König Karl IV. zieht im September mit dreihundert Rittern nach Italien.
- 5. Oktober: Giovanni Visconti, Stadtherr und Erzbischof von Mailand sowie Doge von Genua, stirbt. Die Herrschaft in seinem Machtbereich wird unter seinen Neffen Matteo II., Galeazzo II. und Bernabò, aufgeteilt. Auch im Amt des Erzbischofs von Mailand folgt ein Mitglied der Familie Visconti.
- Nach zwei Rügischen Erbfolgekriegen fällt das ehemalige Fürstentum endgültig an das Herzogtum Pommern-Wolgast. Das Herzogtum Mecklenburg gibt seine Ansprüche auf Rügen im Frieden von Stralsund auf.
- Zehn freie Reichsstädte im Elsass gründen die Richestette gemeinlich im Elsass mit dem Ziel, sich gegenseitig bei der Verteidigung ihrer Rechte und Freiheiten zu helfen. Gründungsmitglieder sind die Städte Colmar, Hagenau, Kaysersberg, Mülhausen, Münster, Oberehnheim, Rosheim, Schlettstadt, Türkheim und Weißenburg.
- Der Vogtländische Krieg Kaiser Karls IV. gegen die Vögte von Weida, Gera und Plauen beginnt, nachdem Landgraf Friedrich der Strenge von Thüringen bemängelt hat, dass die Vögte das Raubrittertum unterstützen würden. Auf Ersuchen Karls IV. nehmen an dieser Aktion auch Erfurt und andere thüringische Städte wie Mühlhausen und Nordhausen teil.

#### Republik Venedig/Balkan

Wappen Marino Faliers

- 11. September: Vier Tage nach dem Tod von Andrea Dandolo wird Marino Falier zum neuen Dogen von Venedig gewählt.
- 4. November: In der Schlacht bei Portalonga im dritten venezianisch-genuesischen Krieg erleidet die Republik Venedig eine schwere Niederlage gegen die Republik Genua. Ein großer Teil ihrer Flotte wird erobert und verbrannt, 5000 Mann geraten in Gefangenschaft, darunter auch der Flottenkommandant und ehemalige Kriegsheld Niccolò Pisani.
- um 1354: Siedler aus Maramuresch gründen im heutigen Siebenbürgen das Fürstentum Moldau zunächst als Vasallenstaat des Königreichs Ungarn.

#### Osmanisches Reich/Byzantinisches Reich
- Februar: Philotheos Kokkinos, der im Vorjahr nach der Absetzung seines Vorgängers eingesetzte Patriarch von Konstantinopel, krönt Matthaios Asanes Kantakuzenos, den Sohn von Kaiser Johannes VI. Kantakuzenos, zum Mitkaiser des Byzantinischen Reichs.
- März: Das Osmanische Reich, bislang Verbündeter der Kantakuzenos im Bürgerkrieg, unternimmt eigenständige Eroberungen im durch den Krieg geschwächten Reich. Sultan Orhan I. gelingt die Eroberung von Gallipoli, das erst wenige Tage zuvor von einem schweren Erdbeben heimgesucht worden ist. Nach einer fünfzigjährigen Kette von Niederlagen haben die Byzantiner damit fast ihre gesamten Besitzungen in Kleinasien verloren. Der Zugang zur Ägäis und dem Marmarameer versetzt die Osmanen in die Lage, in weiterer Folge den Peloponnes und Griechenland zu erobern und nördlich nach Serbien und Ungarn vorzustoßen.
- Oktober: Von Thessaloniki aus erzwingt Johannes V., Schwiegersohn und Gegner Johannes’ VI. im Bürgerkrieg, mit genuesischer Unterstützung die Rückeroberung Konstantinopels. Der Panhypersebastos Andronikos Asanes schickt Kantakuzenos ein Heer aus Bizye zu Hilfe, ohne jedoch die Absetzung seines Onkels im Dezember noch verhindern zu können. Dieser zieht sich in das Kloster St. Georg in Mangana zurück, wo er den Namen Joasaph Christodolos annimmt, und befasst sich mit Schriftarbeiten. Matthaios Kantakuzenos setzte von Thrakien aus den Krieg gegen Johannes V. fort.

#### Ägypten
- Oktober: Nach einem Putsch wird der 16-jährige as-Salih Salih abgesetzt und zurück zu seiner Mutter geschickt. Sein Vorgänger an-Nasir al-Hasan wird neuerlich zum Sultan der Mamluken in Ägypten erhoben. Eigentliche Nutznießer dieses Staatsstreichs sind Ermir Sarghitmisch und Emir Schaychun, der als Armeechef mit dem Titel Atabak al-Asakir das Reich de facto regiert.

#### Emirat von Granada
- Oktober: Yusuf I. wird von einem seiner Leibwächter ermordet. Sein Sohn Muhammad V. übernimmt die Herrschaft im Emirat von Granada.

#### Kaiserreich China
- 1354/55: Während des Aufstands der Roten Turbane setzt der chinesische Kaiser Toghan Timur aus der mongolischen Yuan-Dynastie seinen Kanzler Toghta ab.

#### Urkundliche Ersterwähnungen
- Erste urkundliche Erwähnung der Ansiedlung „Op dem Solte“ (Auf dem Salze), dem heutigen Sülze (Bergen).

### Wissenschaft und Technik
- Errichtung der (ersten) „Astronomischen Uhr“ in der Kathedrale zu Straßburg.

### Kultur und Gesellschaft
- Im Auftrag von Cangrande II. della Scala beginnt in Verona der Bau des Castelvecchio.

## Geboren
- Chamchen Chöje Shakya Yeshe, Lama der Gelug-Schule des tibetischen Buddhismus († 1435)
- Erich IV., Herzog von Sachsen-Lauenburg († 1411)
- Konstanze von Kastilien, Tochter Peter des Grausamen († 1394)
- Margarete von Joinville, Herrin von Joinville und Gräfin von Vaudémont († 1418)
- Odo von Thoire und Villars, französischer Adliger († 1414)
- Walram IV., Graf von Nassau-Wiesbaden-Idstein († 1393)
- 1354/1355: Vytautas, Großfürst von Litauen und Mitbegründer der polnisch-litauischen Union († 1430)

## Gestorben

### Januar bis August

Wappen des Prinzen Charles de la Cerda

- 8. Januar: Charles de la Cerda, Graf von Angoulême und Connétable von Frankreich (* 1326)
- 21. Januar: Balduin von Luxemburg, Erzbischof und Kurfürst von Trier, Administrator des Erzbistums Mainz und der Bistümer Worms und Speyer (* 1285)
- 2. Februar: Walther II., Abt in Münsterschwarzach
- 25. Februar: Fregnano della Scala, italienischer Condottiere und Podestà von Vicenza
- 21. April: Heinrich von Friemar (der Jüngere), Augustinereremit, Philosoph und Schriftsteller
- 1. Juni: Kitabatake Chikafusa, japanischer Staatsmann, Feldherr und Historiograph (* 1293)
- 4. Juni: Adolf VII., Graf von Holstein-Pinneberg und Graf von Schauenburg (* um 1297)
- 28. Juni: Bernhard IV., Fürst von Anhalt-Bernburg
- 9. August: Stephan, Prinz von Ungarn-Kroatien, Statthalter von Transsylvanien, Slawonien, Dalmatien und Kroatien (* 1332)
- 29. August: Fra Moriale, Militärführer in Italien

### September bis Dezember
- 7. September: Andrea Dandolo, Doge von Venedig (* 1306)
- 19. September: Agnes von Weimar-Orlamünde, Äbtissin des Klosters Himmelkron in Oberfranken
- 28. September: François Prévôt, Bischof von Lausanne

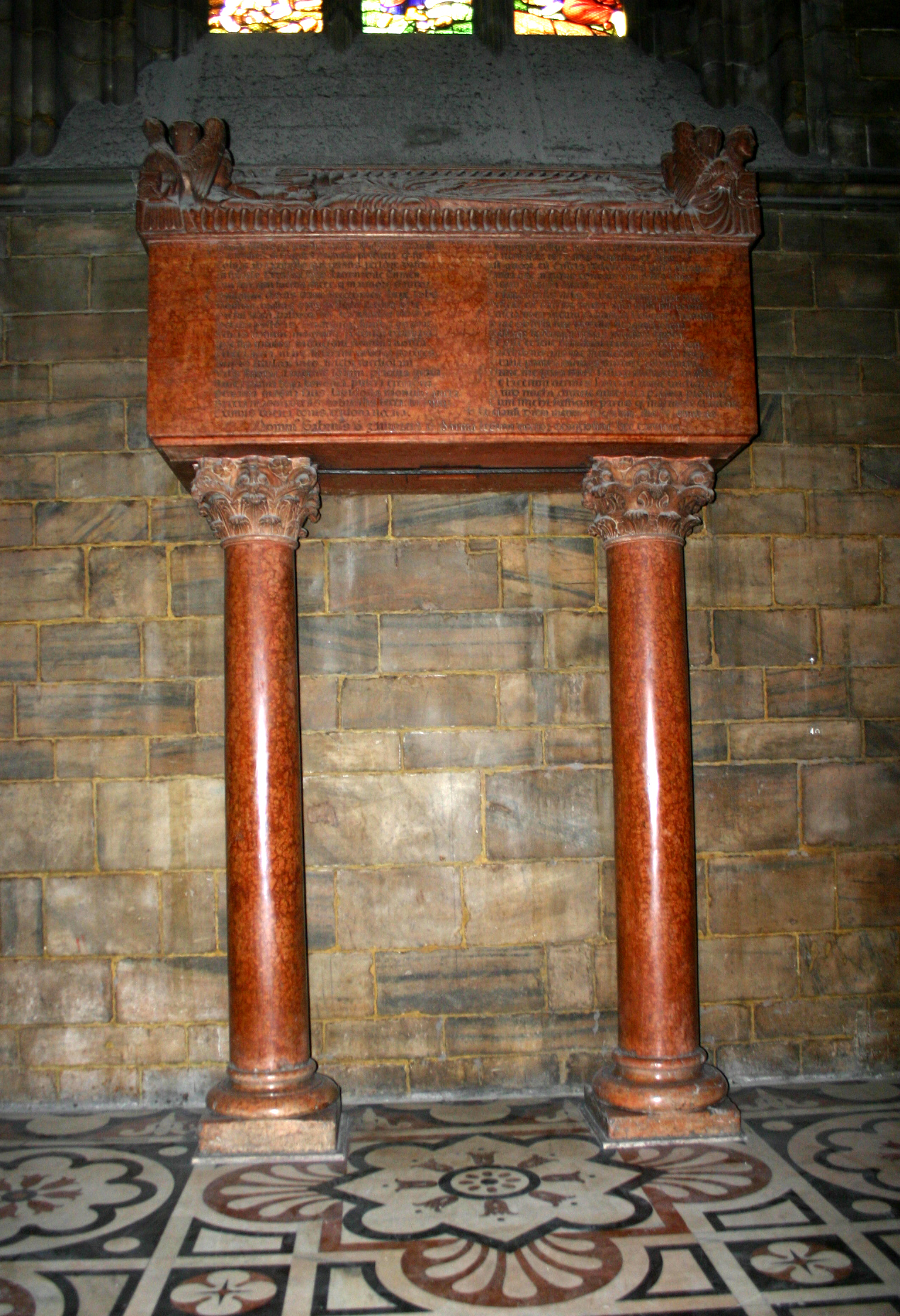
Grab von Giovanni Visconti

- 5. Oktober: Giovanni Visconti, Stadtherr und Erzbischof von Mailand sowie Doge von Genua (* 1290)

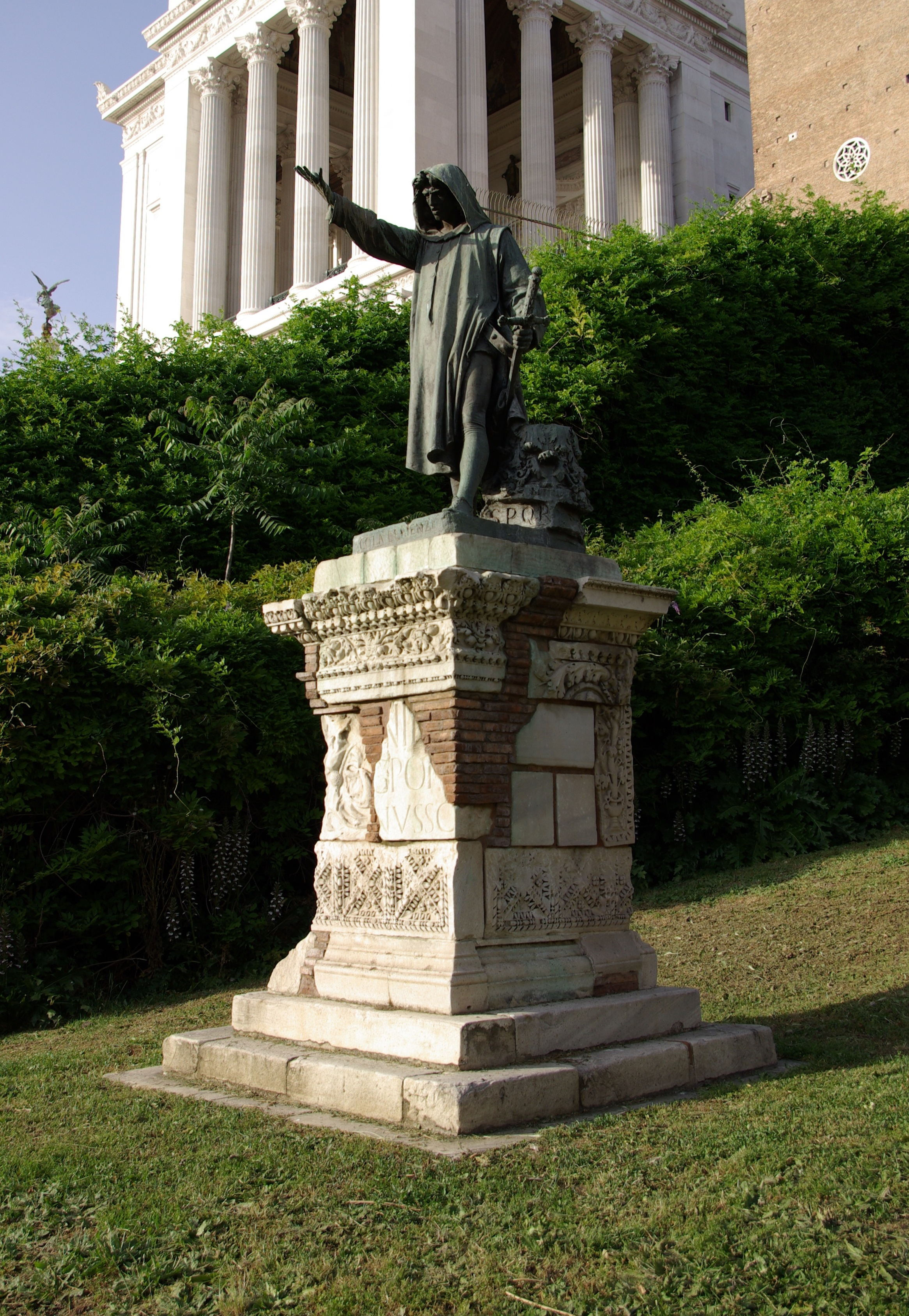
Das Denkmal Cola di Rienzos an der Cordonata in Rom

- 8. Oktober: Cola di Rienzo, römischer Politiker und Volkstribun (* 1313)
- 19. Oktober: Yusuf I., Emir von Granada (* 1318)
- 23. Oktober: Ulrich V. von Pfannberg, Vogt von Obernburg, Marschall von Österreich und Hauptmann in Kärnten (* 1287)

### Genaues Todesdatum unbekannt
- zwischen 14. März und 13. November: Nikolaus IV., Herr zu Werle-Goldberg (* vor 1331)
- vor dem 22. Oktober: Johannes Kaiode, Weihbischof in Köln und Titularbischof von Skopje
- Konrad von Liechtenstein, Bischof von Chiemsee (* um 1290)
- Walram II. von Luxemburg, Herr von Ligny, Roussy und Beauvoir